# Jordanes

El Mediterráneo en la época de Jordanes: el Imperio romano de Oriente en naranja; las conquistas de Justiniano, en verde.

Jordanes ó Jornandes, fue un funcionario e historiador del Imperio romano de Oriente durante el siglo VI d. C. Jordanes era, al menos parcialmente, de origen godo.
Al final de su vida, Jordanes escribió dos obras históricas, una sobre la historia romana y otra sobre la de los godos, De origine actibusque Getarum (El origen y las hazañas de los Godos, conocida como la Getica), escrita en latín (probablemente la tercera lengua de Jordandes) en Constantinopla, alrededor del 551. Esta última, junto con la Historia Gothorum de Isidoro de Sevilla, es una de las dos únicas obras antiguas que se conservan sobre la historia temprana de los godos.

## Biografía
Se conoce muy poco de la vida de Jornandes, quien escribe sobre sí mismo casi de pasada:

Los Sciri, además, y los Sadagarii y algunos de los Alani con su líder, Candac por nombre, recibieron Escitia Menor y la Baja Moesia. Paria, el padre de mi padre Alanoviiamuth (es decir, mi abuelo), fue secretario de este Candac mientras vivió. Para el hijo de su hermana, Gunthigis, también llamado Baza, el Maestro de la Soldadesca, que era hijo de Andag el hijo de Andela, que descendía de la estirpe de los Amali, yo también, Jornandes, aunque un hombre inculto antes de mi conversión, era secretario
Jornandes, Getica, 266

Paria era el abuelo paterno de Jornandes. Jornandes afirma que Paria fue secretario de Candac, dux Alanorum, un líder desconocido de los alanos.  
El resto de los detalles biográficos de Jornandes son oscuros. Según su relato, había sido notario o secretario de alto nivel de Gunthigis Baza, sobrino de Candac y magister militum del principal clan ostrogodo, los Amali, que controlaba un pequeño estado cliente en la frontera romana en Escitia Menor, el actual sureste de Rumanía y noreste de Bulgaria. En algún momento habría entrado al servicio del Imperio romano de Oriente y entabló conocimiento de un tal Vigilio, que fue quien le encargó que escribiera su historia de Roma. Aunque algunos historiadores han identificado a este Vigilio con el papa Vigilio, no hay ningún dato que apoye esta identificación más allá del propio nombre. Más si cabe, al referirse a Vigilio en una admonición que precede a la historia de Roma, Jornandes le pide que "vuelva a Dios", lo cual sugeriría que este Vigilio no puede tratarse del papa Vigilio.
Estos detalles biográficos son anteriores a los que él llamó "mi conversión" (conversionem meam). La naturaleza y los detalles de esta conversión son desconocidos. En el pasaje de la Getica en el que los menciona, no parece referirse a una conversión del paganismo al cristianismo: los godos se habían convertido al cristianismo con la ayuda de Ulfilas (un godo) un siglo antes. Se cree que puede estar refiriéndose a su abandono del arrianismo que imperaba entre los godos; la conversión de Jornandes puede haber sido una conversión al credo trinitario niceno, que Jornandes apoya en ciertos pasajes antiarrianos de la Getica. En su admonición a Vigilio, Jornandes menciona que había sido despertado vestris interrogationibus ("por su interrogatorio"), lo cual podría referirse a que estuvo arrestado durante el tiempo en el que compuso la historia de Roma.
Alternativamente, la conversión de Jornandes podría significar que se había ordenado clérigo. El papa Pelagio menciona a un «Jordanes, defensor Ecclesiae Romanae» («Jordanes, defensor de la Iglesia romana»), que podría referirse al historiador bizantino. La enfatización en el término «Iglesia romana», como opuesto a alguna otra Iglesia, parece implicar el conocido conflicto entre el credo niceno y el credo arriano, entonces aún en conflicto. Sobre el año 551, al papa Vigilio, detenido en Constantinopla, se le unió el obispo Jordanes de Crotona (Bruttium, Italia), comúnmente identificado como Jornandes el historiador. Algunas fuentes lo identifican como el obispo de Rávena, aunque no aparece ningún Jordanes en la lista de obispos de Rávena.

### Historia de Roma
A instancias de Vigilio, Jordanes escribió un libro sobre la historia de Roma, Romana. Esta obra sobrevivió bajo varios títulos descriptivos: De summa temporum vel origine actibusque gentis romanorum, De regnorum et temporum successione, e incluso Liber de origine mundi et actibus romanorum ceterarumque gentium o De gestis romanorum. Se trata de una apresurada compilación, iniciada antes, pero publicada después de la Getica de 551, cubriendo la historia del mundo desde la Creación, basada en San Jerónimo y otros escritores, pero que tiene su mayor valor en cuando trata los acontecimientos entre 450 y 550, cuando Jordanes aborda la historia reciente de su época.

### Getica
Jordanes afirmó que escribía la Getica a petición de un "amigo" (un estereotipo literario habitual en aquella época), como resumen de una historia de los godos en varios volúmenes escrita por Casiodoro. Este tratado, en la actualidad perdido, fue probablemente compilado por Casiodoro a instancias del rey Teodorico el Grande como manera de cimentar el prestigio de los ostrogodos y demostrar la supuesta antigüedad de la dinastía de Teodorico, los Amelungos. Jornandes afirma que solo pudo consultar la obra de Casiodoro durante tres días, quizás en un ejercicio de pretendida modestia, y parece que orientó la Getica hacia las antigüedades góticas más que hacia los hechos que rodeaban el reinado de Teodorico, que discute de forma abreviada, omitiendo muchos detalles.
Como Casiodoro terminó su propia historia gótica en torno al año 533, la Getica puede ser datada hacia como muy tarde la década de 550, pues relata asimismo las campañas de Belisario en Italia, pero no las de Narsés.
La Getica es la única fuente superviviente sobre el origen de los pueblos godos que ocuparon las orillas del mar Báltico, alrededor de la actual Polonia, y que se extendieron al sur hasta el mar Negro, formando un imperio diferenciado con una lengua propia y sobre cómo los godos fueron derrotados por los hunos y gradualmente se dispersaron por Europa hasta desaparecer por asimilación con otros pueblos.
Jordanes empieza su historia de los godos con la supuesta emigración de Berig con tres barcos desde Scandza a Gothiscandza (25, 94), en un pasado lejano. Cada uno de los tres barcos habría dado origen a las tres ramas de los godos: los visigodos, que tomaron tierra en el oeste de Gothiscandza, los ostrogodos, que tomaron tierra en el este, y los gépidos, que se retrasaron al cruzar el Báltico y cuyo nombre según Jordanes vendría a significar "rezagados" (25). Estudios modernos cuestionan el origen godo de los gépidos.
La Getica está llena de ficciones. En la pluma de Jordanes, el semidiós Zalmoxis de Heródoto se convierte en rey de los godos (39). Jordanes cuenta cómo los godos saquearon "Troya e Ilión" justo después de que la ciudad se  hubiera recuperado de la guerra con Agamenón (108). También afirma que se encontraron con el faraón egipcio Vesosis (47). La parte menos ficticia de la obra de Jordanes comienza cuando los godos se enfrentan a las fuerzas militares romanas en el siglo III de nuestra era. La obra concluye con la derrota de los godos a manos del general bizantino Belisario, lo que ha permitido datar la obra hacia la década de 550. Jornandes concluye la obra afirmando que escribe la obra para honrar a los vencedores de los godos tras una historia que abarca 2.030 años.
Otros escritores como Procopio escribieron obras aún existentes sobre la historia posterior de los godos. Como único trabajo superviviente sobre el origen de los godos, la Getica de Jordanes ha sido objeto de una extensa revisión crítica. Jordanes la escribió en un latín tardío, denigrado por los clasicistas por no respetar las reglas del latín clásico de Cicerón. Según su propia introducción, solo tuvo tres días para revisar el trabajo de Casiodoro, y por lo tanto, debía confiar en su propio conocimiento. Algunas de sus exposiciones son muy escuetas. Sin embargo, parte de esa consideración de escritor en latín decadente de Jordanes se han visto recientemente cambiada, al haberse descubierto nuevos manuscritos —el Panornitanus Arch. Stato. cod. Basile— pareciendo que los abundantes errores atribuidos a la pluma de Jordanes corresponden a los copistas nórdicos posteriores, desconocedores del latín.